# Pallenopsis intermedia
Pallenopsis intermedia is een zeespin uit de familie Pallenopsidae. De soort behoort tot het geslacht Pallenopsis. Pallenopsis intermedia werd in 1928 voor het eerst wetenschappelijk beschreven door Flynn. 